# Resistència Catalana
 (octobre 2021).
Resistència Catalana était une organisation armée indépendantiste nord-catalane qui a opéré entre 1984 et 1986, et la plupart des cibles de ses attaques explosives étaient des intérêts immobiliers et touristiques français dans les Pyrénées-Orientales.